# Draba imeretica
Draba imeretica là một loài thực vật có hoa trong họ Cải. Loài này được (Rupr.) Rupr. mô tả khoa học đầu tiên năm 1870.